# فوگ (فیلم)
فوگ (لهستانی: Fuga) یک فیلم درام لهستانی به کارگردانی آگنیشکا اسموچینسکا است که در سال ۲۰۱۸ منتشر شد. این فیلم در بخش هفته بین‌المللی منتقدان در جشنواره فیلم کن ۲۰۱۸ به نمایش درآمد.

## گزیدهٔ بازیگران
- گابریلا موسکاوا
- ووکاش سیملات
- ماوگوژاتا بوچکوفسکا
- هالینا راشاکوونا
- زبیگنیف والریش
- پیوتر اسکیبا